# San Giovanni dei Fiorentini
San Giovanni dei Fiorentini är en kyrkobyggnad och mindre basilika i Rom, helgad åt den helige Johannes Döparen. Kyrkan är belägen vid Piazza dell'Oro i Rione Ponte och tillhör församlingen San Giovanni dei Fiorentini.

## Byggnadshistoria
Kyrkobyggnaden påbörjades 1509 och fullbordades cirka 1735 då fasaden stod färdig. En rad kända arkitekter har bidragit till kyrkans utformning, bland andra Antonio da Sangallo den yngre, Michelangelo, Giacomo della Porta, Francesco Borromini och Carlo Maderno.
Fasaden är ett verk av Alessandro Galilei.
Maderno och Borromini är begravda i kyrkan.